# Fabio Alberto Roversi Monaco
Fabio Alberto Roversi Monaco (Addis Abeba, 18 dicembre 1938) è un giurista italiano.
Ha ricoperto la carica di Magnifico rettore dell'Università di Bologna.

## Biografia
Il 28 febbraio 1962 consegue la laurea in Giurisprudenza presso l'Università di Bologna, nel 1967 consegue la libera docenza.
Dal 1969 al 1972 è professore di Diritto Pubblico presso la facoltà di Scienze Politiche, diventa professore straordinario il 1º novembre 1972.
Il 1º novembre 1974 viene trasferito alla facoltà di Giurisprudenza come professore di Diritto Costituzionale e di Diritto Amministrativo dal 1977.
Dal 1973 al 1978 è membro del Consiglio di Amministrazione dell'Università di Bologna e dal 1978 è stato direttore della Scuola di Specializzazione in Studi sull'Amministrazione Pubblica (SPISA) dell'Università di Bologna (fino al 1997 e ancora dal 2000 al 2006), nell'ambito della quale promuove corsi di perfezionamento per Giuristi d'Impresa e in Diritto Sanitario.
Magnifico rettore dell'Università di Bologna dall'anno accademico 1985/1986 al 31 ottobre 2000, sostituito a tale incarico dopo questa data dal prof. Pier Ugo Calzolari. È stato insignito dell'Ordine della Minerva dall'Università degli Studi "Gabriele d'Annunzio".
Amministratore delegato della Treccani, nel 2002-2003 riuscì a terminare la prima metà del Dizionario biografico degli italiani in vista delle celebrazioni per il 150º anniversario dell'Unità d'Italia. In tale occasione, intervenne personalmente al convegno del Grande Oriente d'Italia, tenutosi il 25 ottobre 2009 nelle vicinanze di San Giovanni in Monte (Bologna).
Membro del cda di Telecom Italia Media e di Alleanza Toro SpA, da presidente della fondazione Carisbo, nel 2011 entra a far parte del cda di Mediobanca. È stato presidente del Mandarin Capital partners, fondo private equity da 1,2 miliardi di euro e strumento di elezione nell'interscambio commerciale fra Italia e Cina.
Dal 2013 è vicepresidente della Banca IMI. Dal 2014 al 2016 è stato presidente del consorzio Almalaurea e della connessa società a responsabilità limitata.
Nel dicembre 2020 è indagato per evasione fiscale in qualità di "amministratore di Mandarin Capital Management sa".

## Incarichi attuali
- Direttore responsabile della Rivista mensile amministrativa per gli operatori della Sanità "Sanità Pubblica"

## Appartenenza alla massoneria
Fabio Alberto Roversi Monaco figura fra gli affiliati alla massoneria, secondo quanto riportato, alla fine degli anni '80, da un rapporto della DIGOS sulle Logge massoniche bolognesi. La Loggia “Zamboni-De Rolandis” di cui Fabio Roversi Monaco faceva parte, apparteneneva al Grande Oriente d'Italia, era costituita solo da professori universitari, ed era stata inquisita e segnalata alla commissione Anselmi sulla P2 con l’accusa di essere “coperta”.